# Liste der denkmalgeschützten Objekte in Metnitz
Die Liste der denkmalgeschützten Objekte in Metnitz enthält die 19 denkmalgeschützten, unbeweglichen Objekte der Gemeinde Metnitz.

## Denkmäler
| Foto |                 | Denkmal                                                                                                | Standort                                            | Beschreibung | Metadaten |
| ---- | --------------- | --- | --------------------------------------------------- | --- | --- |
| ja   | Datei hochladen | Pfarrhof HERIS-ID: 91028 Objekt-ID: 105739                                                             | Feistritz 49 Standort KG: Feistritz                 | Der wuchtige ehemalige Pfarrhof wurde Anfang des 16. Jahrhunderts errichtet. Bis 1962 wurde er als Volksschule genutzt. Der Dachstuhl des Walmdachs wurde bei einem Brand 2012 zerstört. | BDA-Hist.: Q37751260 Status: § 2a Stand der BDA-Liste: 2025-06-30 Name: Pfarrhof GstNr.: 3492/2 Pfarrhaus Feistritz (Metnitz)                                                          |
| ja   | Datei hochladen | Pfarrhof, Oberhof HERIS-ID: 91058 Objekt-ID: 105769                                                    | Mödring 22 Standort KG: Feistritz                   | Der zweigeschoßige, kubistische Bau aus dem Barock ist mit 1788 bezeichnet. | BDA-Hist.: Q37751785 Status: § 2a Stand der BDA-Liste: 2025-06-30 Name: Pfarrhof, Oberhof GstNr.: .473                                                                                 |
| ja   | Datei hochladen | Kath. Pfarrkirche hl. Nikolaus und Friedhof HERIS-ID: 91057 Objekt-ID: 105768                          | Oberhof-Schattseite Standort KG: Feistritz          | Die kleine gotische Kirche mit Dachreiter hat einen kreuzgratgewölbten Chor. Der einfache Hochaltar ist von 1672. | BDA-Hist.: Q2082868 Status: § 2a Stand der BDA-Liste: 2025-06-30 Name: Kath. Pfarrkirche hl. Nikolaus und Friedhof GstNr.: .472 Pfarrkirche Oberhof (Metnitz)                          |
| ja   | Datei hochladen | Kath. Pfarrkirche hl. Martin und Friedhof HERIS-ID: 53598 Objekt-ID: 61592                             | Standort KG: Feistritz                              | Die von einer Friedhofsmauer umgebene Kirche besteht aus romanischem Langhaus, spätgotischem Chor, mächtigem spätgotischen Sakristeiturm, und barocker Vorhalle. An der südlichen Langhauswand ein Christophorusfresko (15. Jahrhundert). Das Kielbogenportal zur Sakristei ist mit 1524 bezeichnet. | BDA-Hist.: Q1593999 Status: § 2a Stand der BDA-Liste: 2025-06-30 Name: Kath. Pfarrkirche hl. Martin und Friedhof GstNr.: .267, 3496 Pfarrkirche Feistritz ob Grades                    |
| ja   | Datei hochladen | Bildstock Feltrinellikreuz HERIS-ID: 90985 Objekt-ID: 105695                                           | Standort KG: Feistritz                              | Das Feltrinellikreuz ist ein Doppelnischenbildstock in Oberhof an der Straße zwischen Metnitz und der Flattnitz. Der Bildstock wurde 1813 errichtet und 1994 restauriert. | BDA-Hist.: Q37750688 Status: § 2a Stand der BDA-Liste: 2025-06-30 Name: Bildstock Feltrinellikreuz GstNr.: 5704 Feltrinellikreuz                                                       |
| ja   | Datei hochladen | Karner HERIS-ID: 91025 Objekt-ID: 105736                                                               | Standort KG: Feistritz                              | Der Karner ist ein kleiner sechseckiger Bau aus dem 14. Jahrhundert. Bemerkenswert sind die umfangreichen Wandmalereien aus der Erbauungszeit. | BDA-Hist.: Q63986207 Status: § 2a Stand der BDA-Liste: 2025-06-30 Name: Karner GstNr.: 3496 Karner Feistritz ob Grades                                                                 |
| ja   | Datei hochladen | Wohn- und Geschäftshaus, ehem. Platzkrämerhaus HERIS-ID: 10735 Objekt-ID: 6797                         | Grades, Marktplatz 1 Standort KG: Grades            | Im Kern stammt das Haus aus dem 15./16. Jahrhundert. Am zweigeschoßigen Bau mit mächtigem Walmdach ist an der Westseite ein eingeschoßiger Anbau und an der Südseite ein Kloturm angebaut. Das zarte Putzdekor an der Haupt- und Ostfassade wurde im späten 18. oder frühen 19. Jahrhundert angebracht. Das Mittellabenhaus besitzt einen durchgängigen Querflur mit Stichkappengewölbe. Die westlich anschließenden Erdgeschoßräume haben bemerkenswerte spätgotische Gewölbeformen. Das nordöstliche Eckzimmer im Obergeschoß ist mit barocker-klassizistischer Schablonenmalerei dekoriert. Im nordöstlichen Keller befindet sich ein Einstützenraum mit vierteiligem Kreuzgratgewölbe. | BDA-Hist.: Q38078040 Status: Bescheid Stand der BDA-Liste: 2025-06-30 Name: Wohn- und Geschäftshaus, ehem. Platzkrämerhaus GstNr.: 23 Platzkrämerhaus Grades                           |
| ja   | Datei hochladen | Mesnerhaus HERIS-ID: 53773 Objekt-ID: 61807                                                            | Kirchweg 7 Standort KG: Grades                      | Die ehemalige Priesterkate, später als Mesnerhaus verwendet, befindet sich in der südöstlichen Mauerecke der Wehrkirchenanlage und hat gotische Bauteile. | BDA-Hist.: Q38058467 Status: § 2a Stand der BDA-Liste: 2025-06-30 Name: Mesnerhaus GstNr.: .69 Mesnerhaus Grades                                                                       |
| ja   | Datei hochladen | Kath. Filialkirche, Wallfahrtskirche HERIS-ID: 91045 Objekt-ID: 105756                                 | bei Maria Höfl 2 Standort KG: Grades                | Die im Kern gotische Kirche wurde im 17. Jahrhundert umgebaut und erweitert. An der Tür gotische Eisenbeschläge; das Chorgewölbe mit reliefierten Konsolen und Schlusssteinen. Bemerkenswert sind die Glasmalereien in den Fenstern der Chorschrägen aus dem ersten Drittel des 15. Jahrhunderts. Altäre aus dem 17. Jahrhundert. | BDA-Hist.: Q1412915 Status: § 2a Stand der BDA-Liste: 2025-06-30 Name: Kath. Filialkirche, Wallfahrtskirche GstNr.: .75 Maria Höfl                                                     |
| ja   | Datei hochladen | Schloss Grades und Wirtschaftsgebäude HERIS-ID: 46257 Objekt-ID: 47986                                 | Schloßstraße 1 Standort KG: Grades                  | Das Schloss, eine mächtige Vierflügelanlage, entstand vom 15. bis zum 18. Jahrhundert durch den allmählichen Um- und Ausbau einer romanischen Burg. Es beinhaltet zwei Kapellen. In einigen Sälen bemerkenswerte Deckenstukkaturen; ein Deckengemälde von Fromiller. Schlechter Zustand (Fenster, Türen, Böden und Installationen fehlen teilweise); 2015 wurde durch neuen Privatbesitzer Instandsetzung angekündigt. | BDA-Hist.: Q2241247 Status: Bescheid Stand der BDA-Liste: 2025-06-30 Name: Schloss Grades und Wirtschaftsgebäude GstNr.: .1 Schloss Grades                                             |
| ja   | Datei hochladen | Wehrkirchhof, Kirchhofbefestigung HERIS-ID: 91041 Objekt-ID: 105752                                    | Standort KG: Grades                                 | Mächtige Wehranlage: eine sechs bis neun Meter hohe Wehrmauer mit zahlreichen Schlüsselscharten umgibt die Kirche. | BDA-Hist.: Q63986417 Status: § 2a Stand der BDA-Liste: 2025-06-30 Name: Wehrkirchhof, Kirchhofbefestigung GstNr.: .69, .70 Wehrkirchhof St. Wolfgang ob Grades                         |
| ja   | Datei hochladen | Kath. Pfarrkirche hl. Andreas und Friedhof HERIS-ID: 53772 Objekt-ID: 61806                            | Standort KG: Grades                                 | Die Kirche ist ein romanischer Bau mit vorgestelltem Westturm; das Turmerdgeschoß kreuzgratgewölbt. Hoher romanischer Triumphbogen. Wandmalereien aus dem 13./14. Jahrhundert; im Fenster gotische Glasgemälde aus dem 14. Jahrhundert. Hochaltar und Seitenaltäre stammen vom Ende des 17. Jahrhunderts. | BDA-Hist.: Q1778770 Status: § 2a Stand der BDA-Liste: 2025-06-30 Name: Kath. Pfarrkirche hl. Andreas und Friedhof GstNr.: .11, 50 Pfarrkirche hl. Andreas, Grades                      |
| ja   | Datei hochladen | Kath. Filialkirche hl. Wolfgang (St. Wolfgang ob Grades) und Friedhof HERIS-ID: 53774 Objekt-ID: 61808 | bei Kirchweg 7 Standort KG: Grades                  | Die Kirche ist ein einheitlicher spätgotischer Bau; reich profiliertes Westportal mit Kielbogenabschluss. Steinkanzel aus dem 15. Jahrhundert mit Reliefs. Dominierend im durch die hohen gotischen Fenster überraschend hell wirkenden Inneren ist der mehr als 10 Meter hohe gotische Flügelaltar, mit reichem plastischem und malerischem Schmuck. Bemerkenswert ist auch der ehemalige Altaraufsatz mit großem Gemälde über dem Südportal. | BDA-Hist.: Q2542938 Status: § 2a Stand der BDA-Liste: 2025-06-30 Name: Kath. Filialkirche hl. Wolfgang (St. Wolfgang ob Grades) und Friedhof GstNr.: .70 St. Wolfgang in Grades        |
| ja   | Datei hochladen | Kath. Pfarrkirche hl. Jakob der Ältere und Friedhof HERIS-ID: 57856 Objekt-ID: 68184                   | Kärntnerisch Lassnitz Standort KG: Metnitz Land     | Die von einer Friedhofsmauer umgebene Kirche ist ein mittelalterlicher Bau, der vermutlich im 18. Jahrhundert weitgehend erneuert wurde. In der Kirche ein gotischer Taufstein, vier Konsolfiguren im Langhaus, eine barocke Kanzel mit gemalten Evangelisten, und drei barocke Altäre. | BDA-Hist.: Q2082753 Status: § 2a Stand der BDA-Liste: 2025-06-30 Name: Kath. Pfarrkirche hl. Jakob der Ältere und Friedhof GstNr.: .740, 7008 Saint James the Greater Church (Metnitz) |
| ja   | Datei hochladen | Kalvarienbergkapelle HERIS-ID: 91055 Objekt-ID: 105766                                                 | Standort KG: Metnitz Land                           | Die Kalvarienbergkapelle steht auf einem Felskegel nördlich von Metnitz. Der kleine Bau mit Dachreiter ist am Giebel mit 1726 bezeichnet. Der Kapellenraum mit Kreuzgewölbe ist nach Norden offen. Die Wandmalereien stammen aus dem 18. – 19. Jahrhundert. Das Altarbild zeigt die Kreuzabnahme. An den Wänden hängen zwei große Ölbilder mit Martyrienszenen aus dem späten 17. Jahrhundert. Außen an der Südwand ist eine Kreuzigungsgruppe mit Christus und den Schächern aus der ersten Hälfte des 18. Jahrhunderts angebracht. | BDA-Hist.: Q37751700 Status: § 2a Stand der BDA-Liste: 2025-06-30 Name: Kalvarienbergkapelle GstNr.: .209 Kalvarienbergkapelle Metnitz                                                 |
| ja   | Datei hochladen | Pfarrhof HERIS-ID: 54305 Objekt-ID: 62518                                                              | Metnitz, Marktplatz 7 Standort KG: Metnitz Markt    | Im Pfarrhof haben sich im Südwestteil Reste eines 1285 urkundlich als „turris in Moetenz“ erwähnten Wehrbaus erhalten. Der heutige Bau wurde im Frühbarock errichtet und die Fassade später erneuert. Die Innenräume besitzen spätbarocke Stuckdecken. 1996 wurde der Dachboden für einen Kindergarten ausgebaut und ein dreiachsiger Eingangszubau angebaut. | BDA-Hist.: Q38060270 Status: § 2a Stand der BDA-Liste: 2025-06-30 Name: Pfarrhof GstNr.: .43/1 Pfarrhof Metnitz                                                                        |
| ja   | Datei hochladen | Totentanzfresken-Museum, altes Rüsthaus HERIS-ID: 57854 Objekt-ID: 68182                               | Standort KG: Metnitz Markt                          | Für das Totentanzmuseum neben der Kirche wurde 1996 das ehemalige Rüsthaus der Feuerwehr adaptiert. Die um 1500 entstandenen Fresken wurden 1968–1970 von der Außenwand des Karners abgenommen und ab 1982 restauriert. Die Fresken wurden zuerst in der Kirche aufgestellt und 1996 in das Museum übertragen. Von den ursprünglich 28 Figurenpaaren sind noch vier erhalten. Dargestellt sind der Tod mit Koch, Bauer, Kind und Mutter. | BDA-Hist.: Q38078992 Status: § 2a Stand der BDA-Liste: 2025-06-30 Name: Totentanzfresken-Museum, altes Rüsthaus GstNr.: .77 Metnitzer Totentanzmuseum                                  |
| ja   | Datei hochladen | Karner HERIS-ID: 57855 Objekt-ID: 68183                                                                | bei Metnitz Marktplatz 6 Standort KG: Metnitz Markt | Der Karner ist ein achteckiger gotischer Bau aus dem 14. Jahrhundert, mit steilem Pyramidendach. Das Innere wurde im 20. Jahrhundert zu einer Kriegergedächtniskapelle umgestaltet. An der Außenwand eine Rekonstruktion des Totentanzfreskos; das Original war um 1970 abgenommen und in ein Museum übertragen worden. | BDA-Hist.: Q63986148 Status: § 2a Stand der BDA-Liste: 2025-06-30 Name: Karner GstNr.: .48 Karner Metnitz                                                                              |
| ja   | Datei hochladen | Kath. Pfarrkirche hl. Leonhard und Kirchhof HERIS-ID: 54306 Objekt-ID: 62520                           | bei Metnitz Marktplatz 6 Standort KG: Metnitz Markt | Die Kirche ist ein gotischer Bau mit spätbarocken Zubauten. An der südlichen Langhausaußenwand ein Christoforusfresko. Bemerkenswert sind die Fresken im Inneren: im Chor vom Anfang des 14., in der Annakapelle vom Anfang des 15. Jahrhunderts. Barocker, reich geschmückter Hochaltar mit Altarblatt von Fromiller. Im Langhaus Konsolfiguren (Apostel). Die Kirche ist von einer Wehrmauer mit Schießscharten umgeben. | BDA-Hist.: Q1344741 Status: § 2a Stand der BDA-Liste: 2025-06-30 Name: Kath. Pfarrkirche hl. Leonhard und Kirchhof GstNr.: .48 Pfarrkirche Metnitz                                     |